# Johannes Motter
Johannes Motter (fl. XVI secolo) è stato un artigiano belga del XVI secolo.

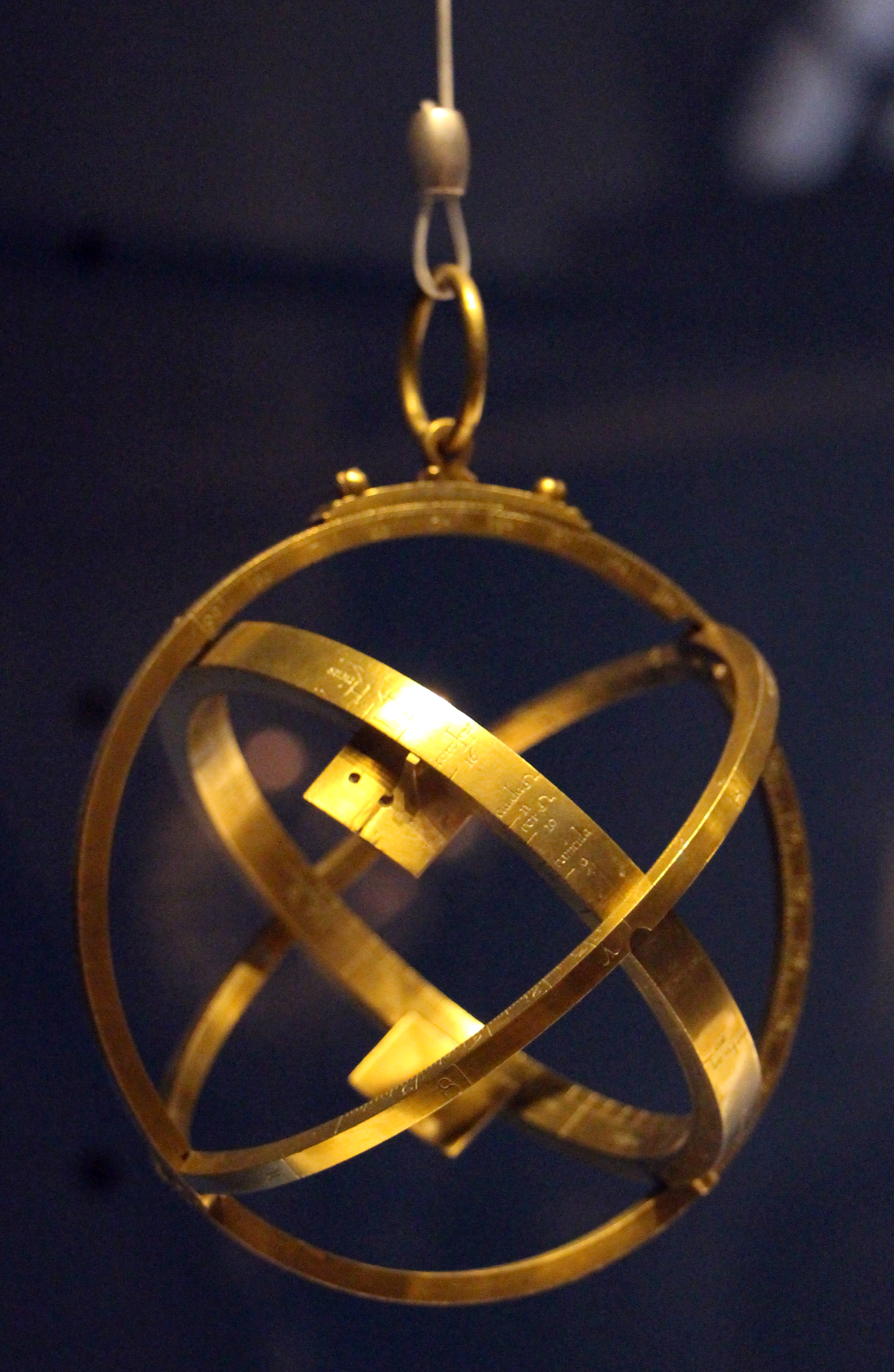
Anello astronomico, ca. 1550

Di questo costruttore di strumenti matematici non abbiamo notizie certe. Fu forse attivo intorno al 1550. La sua firma compare su un annulo astronomico conservato al Musées Royaux d'Art et d'Histoire di Bruxelles. Gli sono attribuiti altri strumenti molto simili, tra i quali un altro anello astronomico che fa parte delle collezioni medicee del Museo Galileo di Firenze.